# Geotropie

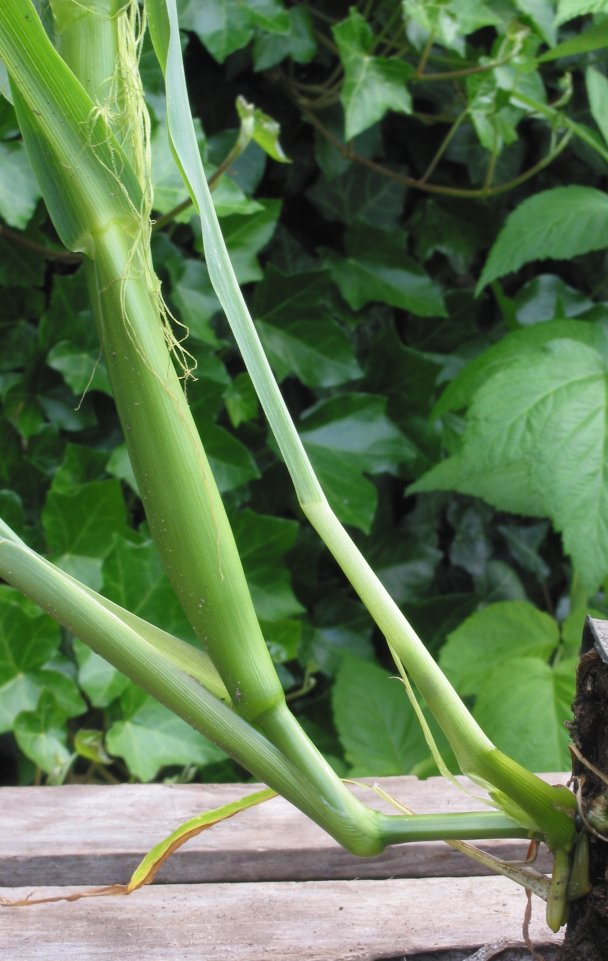
Opgerichte maisstengel na legering als voorbeeld van negatieve geotropie

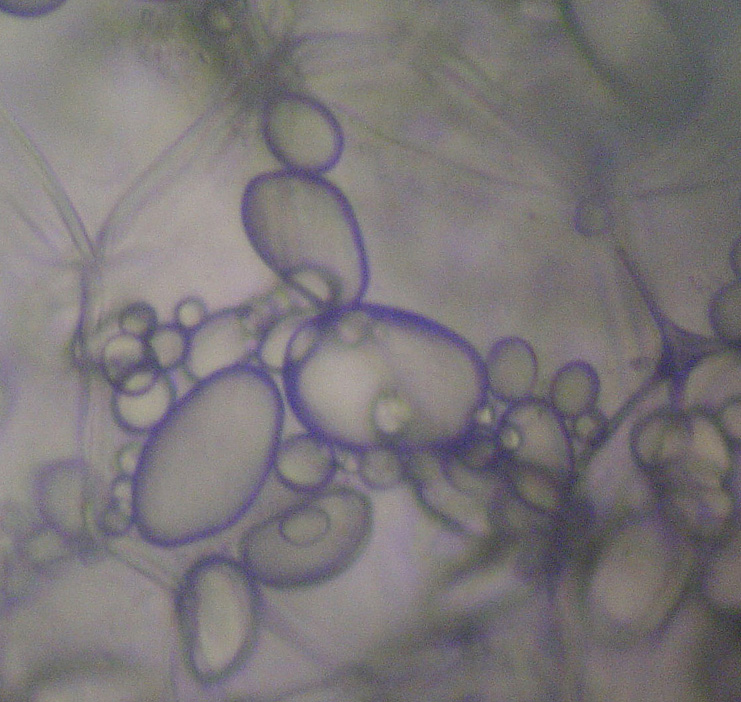
Amyloplasten bij aardappel

Geotropie of gravitropie is het verschijnsel dat de groei van planten en paddenstoelen beïnvloed wordt door de zwaartekracht.
Bij positieve geotropie vindt de groei met de zwaartekracht mee, dus van de grond af omlaag. Wortels groeien met de zwaartekracht mee wat gewoonlijk naar beneden betekent en hebben dus een positieve geotropie. Ook bij de verspreiding van de zaden door de plant zelf kan positieve geotropie een rol spelen, zoals bij de pinda.
Negatieve geotropie is tegen de zwaartekracht ingroeien, een stengel is daar een voorbeeld van.
Of een plant de zwaartekracht wel of niet nodig heeft voor zijn ontwikkeling is in april 2004 door astronaut André Kuipers op zijn vlucht in de ruimte aan zaden van zwaardherik (Eruca sativa) onderzocht. Op 26 april 2004 is bekend geworden dat de kiemplantjes alle kanten opgroeiden en dus de zwaartekracht nodig hebben voor het bepalen van de groeirichting.

## Mechanisme bij de wortel
De worteltop (apex) waarin de wortelcellen zich delen en strekken, wordt beschermd door het wortelmutsje. In het wortelmutsje bevinden zich cellen die op de zwaartekracht reageren, de statocyten. Ze bevatten veel met zetmeel gevulde amyloplasten, de zogenaamde statolieten. Deze statolieten bezinken in het laagste punt van de cel. Bij verandering van de zwaartekrachtrichting reageren de cellen met het versturen van signaalstoffen naar de strekkende cellen. Hierdoor vindt tussen deze cellen een zodanig verschil in strekking plaats, dat de wortel naar beneden blijft groeien of bij zijwaartse (horizontale) groei die richting blijft volgen. Een verschil in celstrekking wordt bepaald door het auxinegehalte, dat beïnvloed wordt door de signaalstoffen uit de statocyten in het wortelmutsje. Een hoog auxinegehalte remt de celstrekking van wortelcellen. Dit in tegenstelling tot de stengel, waar een hoog auxinegehalte de celstrekking juist bevordert.
Naast de verklaring met statolieten zijn er nog twee andere mogelijke verklaringen van het geotrope mechanisme.

## Mechanisme bij de stengel
Eenzelfde soort mechanisme als bij de wortel treedt ook op bij de stengel, waarbij het effect echter tegengesteld is. Een hoog auxinegehalte bevordert de celstrekking van stengelcellen. Aan de onderkant van een liggende stengel krijgen de cellen een hoger auxinegehalte en gaan zich hierdoor meer strekken, waardoor de stengel zich opricht. Bij kruipende planten zorgt het mechanisme ervoor dat de stengels horizontaal blijven groeien.

## Mutanten
Er zijn cultivars, waarbij de stengel naar beneden groeit, zoals bij de gele treurwilg. Ook zijn er mutanten van zandraket, waarbij de wortels alle richtingen uitgroeien. Er is een mutant van zandraket die geen zetmeel kan aanmaken, waardoor de statolieten door gebrek aan zetmeel niet zouden moeten kunnen werken. Toch treedt bij deze mutant nog de werking van zwaartekracht op, zij het in sterk verminderde mate.

## Dieren
Geotropie komt ook voor bij dieren, zoals de larven van verschillende insecten. De larven van vlooien bijvoorbeeld zijn positief geotroop, wat wil zeggen dat ze de bodem opzoeken. De rupsen van de monarchvlinder zijn negatief geotroop, ze klimmen zo hoog mogelijk in de plant om zo de giftige lichaamskleuren te laten zien.